# 누스레트 괵체

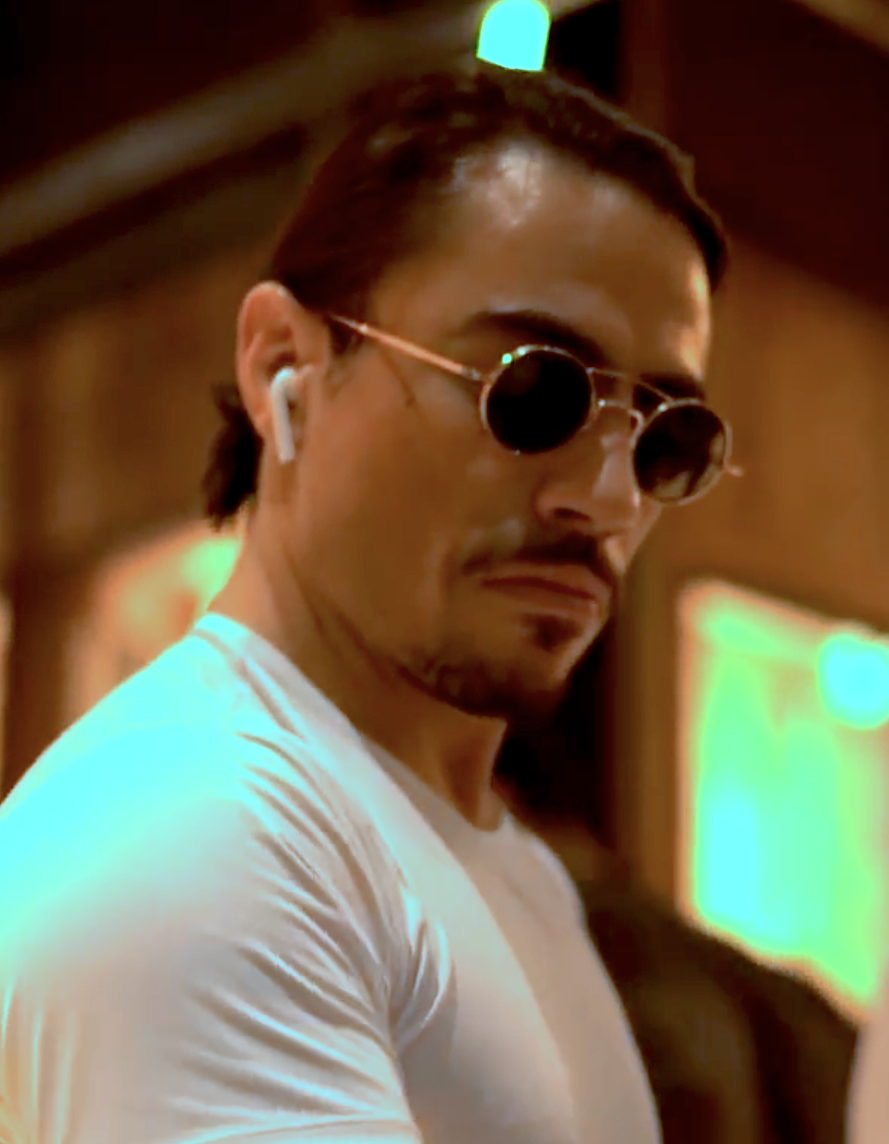
2018년의 괵체

누스레트 괵체(튀르키예어: Nusret Gökçe, 1983년 ~ )는 튀르키예의 요리사, 레스토랑 운영자이다. 레스토랑 체인점인 누스르에(Nusr-Et)의 사장으로 고기를 양념하는 기술을 담은 영상이 인터넷 밈으로 잘 알려져 있으며, 이로 인해 솔트 베이(영어: Salt Bae)라는 별명으로 불린다.
2022년 FIFA 월드컵 결승전이 끝난 직후 경기장에 난입해서 FIFA 월드컵 트로피를 마구 만지는 등 능욕하는 행위를 해서 논란이 되었다.